# Tvarditsa
Tvarditsa (en búlgaro, Твърдица) es una ciudad de Bulgaria situada en la provincia de Sliven. Tiene una población estimada, a mediados de diciembre de 2021, de 6113 habitantes.

## Geografía
Está ubicada a una altitud de 396 m s. n. m., a unos 285 km de la capital nacional, Sofía.

## Demografía
|         | 2004  | 2005  | 2006  | 2007  | 2008  | 2009  | 2010  | 2011  |
| Mujeres | 2 882 | 2 866 | 2 854 | 2 846 | 2 821 | 2 801 | 2 786 | 2 770 |
| Varones | 2 962 | 2 912 | 2 916 | 2 899 | 2 882 | 2 868 | 2 865 | 2 899 |
| Total   | 5 844 | 5 778 | 5 770 | 5 745 | 5 703 | 5 669 | 5 651 | 5669  |